# Bertrand Denoulet
Bertrand Denoulet, né le 26 mars 1964 à Tournai (province de Hainaut), est un coloriste de bande dessinée et musicien belge. Il est également connu sous le pseudonyme Ston Bola.

## Biographie

### Jeunesse et formation
Bertrand Denoulet naît le 26 mars 1964 à Tournai. Il est issu d'un père horloger, qui se reconvertira sur le tard dans l'enseignement technique et d'une mère coiffeuse. Il grandit avec un frère qui deviendra vétérinaire et une sœur qui deviendra médecin dans sa première maison de Leers-Nord. Enfant, il se voit plus tard travaillant dans la bande dessinée. Ses prédispositions artistiques sont encouragées par la famille. Il aime la forme d’humour du journal Pilote et s’intéresse à la peinture. Après ses humanités classiques (latin-sciences), il étudie la communication visuelle à l'Institut Saint-Luc à Tournai, d'où il sort diplômé en 1986. À la suite, il effectue son service militaire en Allemagne, où il dessine pour le journal du bataillon.

### Coloriste de bande dessinée
De 1987 à 1991, il part travailler dans la publicité en Côte d’Ivoire pour McCann Erickson. De retour à Bruxelles, il enseigne les arts graphiques durant 2 ans : il est chargé de cours au Centre des Arts Décoratifs (C.A.D.) et en même temps à l'Institut Saint-Luc de Bruxelles, tout en se consacrant à la musique et à la peinture. Pierre Legein, qui commence alors la série Dampierre scénarisée par Yves Swolfs, voit les tableaux peints par Denoulet, au hasard de la location d'un appartement, et lui propose de mettre en couleur son dessin en 1994. Puis, son collègue dans l’enseignement Olivier Grenson, le fait travailler d'abord sur Carland Cross, et ensuite sur Niklos Koda. On lui propose alors de reprendre les couleurs des Pionniers du Nouveau Monde aux éditions Glénat. Il fera plusieurs séries pour cette maison d’édition. Il travaille également pour les éditions Dargaud Benelux  dont Pin-up, Wayne Shelton, Double Masque ainsi qu'aux éditions Le Lombard (Niklos Koda, Cassio…). C'est avec Les Rochester de Philippe Wurm, la série Secrets de Frank Giroud et Marianne Duvivier qu'il collabore aux éditions Dupuis. En 2006, il adopte l'outil informatique, ce qui lui permet de multiplier ses collaborations, notamment avec Soleil (Sensei, Samurai Légendes) et Les Humanoïdes associés (Carthago t. 5 et t. 6). Il reprend ses pinceaux pour la série Secrets ou Les Tourbières noires de Christophe Bec). Philippe Francq le contacte en 2011 pour reprendre et réactualiser par ordinateur les couleurs des Largo Winch t. 1 à t. 14 ensuite de travailler sur les nouveaux albums de la série. Bertrand Denoulet assure depuis plus de 30 ans sa façon de vivre qui est de travailler en musique, de manière autonome, sur des projets variés. Il compte la mise en couleur de plus d’une centaine d’albums.

### Comme musicien
Denoulet prend comme nom de scène Ston Bola et sort l'album Pas De Manières en 1997 qui selon le journaliste Philippe Manche du journal Le Soir est « décapant ». Il se produit sur scène aux Nuits Botanique la même année et au Nandrin Rock Festival, l'année suivante. Il est connu pour sa fusion rock-techno humoristique.

## Œuvres

### Albums de bande dessinée
par ordre alphabétique

### Discographie de Ston Bola
- 1997 : Pas De Manières[28], (CD, Album), De Leers-Nord Discs, SB001.

#### Livres
: document utilisé comme source pour la rédaction de cet article.
- Jacques Fiérain, « Denoulet, Bertrand », dans La BD à Bruxelles et en Brabant, Charleroi, Éd. l'Âge d'or, avril 2003, 144 p., ill. ; 31 cm (ISBN 9782960119664 et 2960119665, OCLC 470388171, présentation en ligne), p. 36. ,Tirage à 1 000 exemplaires. Illustration de la couverture : Al Séverin.